# Ana-Stanca Tabarasi-Hoffmann

Ana-Stanca Tabarasi-Hoffmann

Ana-Stanca Tabarasi-Hoffmann (n. 1977, București) este o cercetătoare în istoria ideilor, eseistă și traducătoare originară din România, lector la Universitatea Gutenberg din Mainz   https://www.germanistik.uni-mainz.de/abteilungen/personen/
Este fiica scriitorilor Grete Tartler și Stelian Tăbăraș.

## Studii
Este doctor în studii culturale europene, Universitatea Roskilde, Danemarca, 2006, și doctor în filosofie, Universitatea București, 2006.
A efectuat Master la Universitatea Roskilde (Danemarca) în limbile germană și engleză, 2001. Este licențiată în filosofie a Universității București, Facultatea de Filosofie (2000) și licențiată (B.A.) în limbile germană și engleză a Universității Roskilde, Danemarca (1999).

## Specializări
Din 2007 până în prezent a parcurs stadiile: cercetător la Universitatea din Bamberg. , Universtatea Johannes Gutenberg Mainz 
Fellow New Europe College, stagii de cercetare la Universitäts- und Forschungsbibliothek Erfurt/Gotha, Herzog August Bibliothek Wolfenbüttel, Eberhard Karls Universität Tübingen, Freie Universität Berlin. Membră a colegiului doctoral internațional Promotionskolleg Ost-West, Ruhr-Universität Bochum. 
Cercetător la Fundația „Alexander von Humboldt” (2010-2011). 

## Opera originală
- „Der Begriff der Kritik in der Romantik”. Co-edited with Ulrich Breuer. Paderborn: Ferdinand Schöningh 2015 (Schlegel-Studien 8).
- „Gartenkunst und Wissenschaft. Diskurs, Repräsentation, Transformation seit dem Beginn der Frühmoderne”,  co-edited with Julia Burbulla. Bern etc.: Peter Lang, 2011 (Nature, science and the arts 6).  [6]
- „Der Landschaftsgarten als Lebensmodell. Zur Symbolik der „Gartenrevolution” in Europa”, Königshausen & Neumann, Würzburg, 2007, 512 p. [7]
- „Ghid de conversație român-danez”, Polirom, Iași 2002.
- „Romantismul colorat, eseuri”, Editura Cartea Românească, București, 2000.

Coordonatoare a seriei "Nature, science and the arts" [sic] la editura Peter Lang. 

## Traduceri în volum
- Rüdiger Wischenbart: Frica lui Canetti, Ed. Univers, București, 1997
- Christoph Ransmayr: Morbus Kitahara, Ed. Univers, București, 1999.
- Søren Kierkegaard: Opere I (Din hârtiile unuia încă viu; Despre conceptul de ironie), Humanitas, București, 2006
- Søren Kierkegaard: Opere II/1  (Sau-sau. Partea întâi), Humanitas, București 2008.
- Søren Kierkegaard: Opere II/2  (Sau-sau. Partea a doua), Humanitas, Bucuresti 2009
- Søren Kierkegaard:  Opere III  (Discursuri edificatoare, 1843-1844. Trei discursuri la ocazii imaginate), Humanitas, București 2011.
- Søren Kierkegaard:  Opere IV  (O recenzie literară. Discursuri edificatoare în spirit divers.), Humanitas, București 2017.
- H.C. Andersen Bazarul unui poet. Memorii de călătorie 1840-1841.. Ediție integrală. Traducere în colaborare cu Grete Tartler. Humanitas 2021

Co-editor la  Migrationen und Migranten (Ost-West-Perspektiven 7), Bochum 2007, 307 

## Articole și studii
- Adorno in Amerika. Adornos amerikanische Erfahrung und ihre Auswirkung auf seine musikalische Ästhetik, Roskilde Universitetscenter, 1998.
- A Philosophy of Translation, Roskilde Universitetscenter, 1999.
- Towards a Cultural History of Nature, în Anne Boukris (ed.): „Elleve Indspark til Kultur- og Sprogmødestudier”, Roskilde: Roskilde Universitetscenter 2003, p. 7-12. [9]
- Prinz Rokoko und die Gartenrevolutionäre. Zur Vorgeschichte eines Motivs aus Joseph von Eichendorffs „Der Adel und die Revolution“, în Anna Olshevska (ed.): „Romantik“ (Ost-West-Perspektiven 3), Bochum 2004, p. 52-70.
- Zwischen nationaler Idylle und Utopiekritik: Hans Christian Andersens „Der Gärtner und die Herrschaft“, în: Anna Olshevska (ed.): „Utopie und Vergangenheit(en)“ (Ost-West-Perspektiven 5), Bochum 2005, p.51-72.[10]
- Natur versus Nationalgarten. Walpole, Schlegel und die Gartenkunst als Vermittlerin von Selbstbild und Fremdbild. în: Silke Flegel / Frank Hoffmann (Hg.): "'Barrieren, die man durchschreiten kann, wenn man das Geschick dazu hat.' *Grenzmarken und Grenzgänge im Europa des 19. und 20. Jahrhunderts.“, Münster u. a.: LIT, 2006, p. 23-42.
- Physikotheologie und Änderung der Landschaftswahrnehmung. Barthold Hinrich Brockes als Vorgänger der „Gartenrevolution“ des 18. Jahrhunderts. în: „Zeitschrift der Germanisten Rumäniens“, Bukarest, 15. u. 16. Jg., H. 29-32, 2006 / 2007, p. 265-280.
- Der rumänische Kulturkritiker Titu Maiorescu und das Vorbild Lessings, în Anna Olshevska (ed.): „Migrationen und Migranten“ (Ost-West-Perspektiven Bd. 7), Bochum 2007, p. 241-268. În limba română : „Titu Maiorescu și modelul său Gotthold Ephraim Lessing”, Revista de Filosofie 2008
- „Zur Entstehung nationaler Paradiesvorstellungen in der englischen Gartenkunst des 18. Jahrhunderts.” in Archeus, vol.13, 2009, p343-398
- „Gärten der Philosophie und Ästhetik. In: „In a small compass, a model of Universal Nature made private”. Zur Verbindung von Garten, Labor, Bibliothek und Kunstkammer im England des 17. Jahrhunderts.  In: Gartenkunst und Wissenschaft. Diskurs, Repräsentation, Transformation seit dem Beginn der Frühmoderne. (Ed. Julia Burbulla, Ana-Stanca Tabarasi-Hoffmann) Bern, Berlin, Bruxelles, Frankfurt a.M., New York, Oxford, Wien: Peter Lang, 2011, p. 127 - 162
- „Gartenkunst in Deutschland. Von der frühen Neuzeit zur Gegenwart. Geschichte – Themen – Perspektiven”. (Ed. Stefan Schweizer, Sascha Winter) Regensburg: Schnell und Steiner, 2012, p. 378 - 391
- „Der größte plat de ménage, die Natur». Gärten als Schaugerichte und die Wandlung vom Emblematischen zum Expressiven”. In: Landschaft um 1800. (Ed. Thomas Noll, Christian Scholl, Urte Stobbe) Göttingen: Wallstein, 2012, p. 125 - 153
- "ridendi dicta veritas im teutschen Kittel“.Die moralische Wochenschrift "Der Vernünfftler" als Illustration frühaufklärerischer ÜbersetzungsvorstellungenIn: "Estudios Filológicos Alemanes." Vol 24 (2012), pp. 295-307
- „Was in der Welt der Endlichkeit das Geld ist, sind geistlich die Begriffe". Kierkegaards monetärer Diskurs über das Erkennen der religiösen Wahrheit In: Klaus Müller-Wille / Joachim Schiedermair (eds): "Wechselkurse des Vertrauens. Zur Konzeptualisieru von Ökonomie und Vertrauen im nordischen Idealismus". (Beiträge zur nordischen Philologie 51) Tübingen / Basel: A. Francke, 2013, pp. 88-118
- „Naturdiskurs, Gartenrevolution und bürgerliches Selbstverständnis in deutschen und dänischen moralischen Wochenschriften”. In: „Triangulum. Germanistisches Jahrbuch 2015 für Estland, Lettland und Litauen“, 21. Folge (2015), Bonn 2016, pp. 299-308, ISSN: 1406-2755
- „Jens Baggesen und die Begeisterung als Legitimierung des kreativen Übersetzens”. In: Alexander Nebrig / Daniele Vecchiato (Eds.), Kreative Praktiken des literarischen Übersetzens um 1800: Übersetzungshistorische und literaturwissenschaftliche Studien, Berlin, Boston: De Gruyter, 2018

## Premii
- Premiul Uniunii Scriitorilor pentru debut în critica literară, 2000[necesită citare]
- Premiul pentru debut al revistei „Tomis” 2000[necesită citare]
- Premiul pentru debut al revistei „România literară”, 2002[necesită citare]
- Nominalizare pentru Premiul Prometheus – Opera prima, 2002[necesită citare]